# Juan Pablo Moreno Mosquera
Juan Pablo Moreno Mosquera (* 11. November 1997 in Medellín) ist ein kolumbianischer Volleyballspieler.

## Karriere
Moreno Mosquera spielte in der Saison 2015/16 bei Sada Cruzeiro Vôlei in Belo Horizonte und gewann mit dem Verein die brasilianische Meisterschaft. Danach wechselte der Diagonalangreifer, der auch in der kolumbianischen Juniorennationalmannschaft zum Einsatz kam, nach Juiz de Fora. 2017 wurde er vom deutsch-österreichischen Bundesligisten Hypo Tirol Alpenvolleys Haching verpflichtet. Im DVV-Pokal 2017/18 schied er mit dem Verein im Achtelfinale aus, bevor er in den Bundesliga-Playoffs das Halbfinale erreichte.